# Gewog di Chhuzagang
Il gewog di Chhuzagang è uno dei dodici raggruppamenti di villaggi del distretto di Sarpang, nella regione Meridionale, in Bhutan.